# كانكو موليكلاي
كانكو موليكلاي (بالإنجليزية: Kanku Mulekelayi)‏ هو لاعب كرة قدم قدم متقاعد من جمهورية الكونغو الديمقراطية، ولد في 1 أبريل 1980 في لوبومباشي في جمهورية الكونغو الديمقراطية لعب مع تي بي مازيمبي ومنتخب جمهورية الكونغو الديمقراطية لكرة القدم.

## وصلات خارجية
- كانكو موليكلاي على موقع قاعدة بيانات كرة القدم.إي يو (الإنجليزية)
- كانكو موليكلاي على موقع ناشيونال فوتبول تيمز (الإنجليزية)
- كانكو موليكلاي على موقع عالم كرة القدم.نت (الإنجليزية)